# Guest
Guest és una pel·lícula documental espanyola estrenada el 2011 dirigida per José Luis Guerín. Prèviament a l'estrena fou exhibida a la secció Nous Horitzons de la 67a Mostra Internacional de Cinema de Venècia, a la secció Zabaltegi del Festival Internacional de Cinema de Sant Sebastià i a la secció "Real Reel" del Festival Internacional de Cinema de Toronto. Ha estat doblada al català.

## Sinopsi
El cineasta José Luis Guerin mostra el testimoni de la seva "vida errant" amb les experiències viscudes durant un any (entre 2007 i 2008) com a convidat d'uns 44 festivals de cinema d'arreu del món, on va presentar la seva anterior pel·lícula A la ciutat de Sylvia i els usa per mostrar la vida real. Amb una petita càmera i la tècnica de so Amanda Villavieja roda a París, Nova York, Bogotà, L'Havana, Cali, Macau o Jerusalem retrata personatges i moments fugaços que deixen en la seva càmera una petjada similar a la dels dibuixos improvisats amb un parell de traços, com declaracions de Jonas Mekas o Chantal Akerman.

## Nominacions
Fou nominada al millor documental a les Medalles del Cercle d'Escriptors Cinematogràfics de 2011.